# Ball Arena
Die Ball Arena ist eine Mehrzweckhalle in der US-amerikanischen Stadt Denver im Bundesstaat Colorado. Der Namenssponsor war von 1999 bis 2020 das Unternehmen PepsiCo Inc. Im Oktober 2020 wurde die Arena in Ball Arena umbenannt.

## Geschichte
Eröffnet wurde die Arena am 1. Oktober 1999. Die Größe der Halle wird offiziell mit 675.000 sq ft (rund 62.710 m²) angegeben. Das Fassungsvermögen ist abhängig von der Bestuhlung je nach Veranstaltung. Bei Eishockeyspielen fasst die Arena 18.217, bei anderen Sportveranstaltungen rund 19.000 Zuschauer und bei Konzerten können bis zu 20.000 Besucher in der Arena Platz finden.
Die Ball Arena ist Heimspielstätte der Eishockeymannschaft der Colorado Avalanche aus der National Hockey League (NHL), des Basketballteams der Denver Nuggets aus der National Basketball Association (NBA) sowie der Lacrossemannschaft der Colorado Mammoth aus der National Lacrosse League (NLL). Das Arena-Football-Franchise der Colorado Crush aus der Arena Football League (AFL) nutzte die Halle von 2003 bis 2008.
Neben dem Sport finden in der Mehrzweckhalle zahlreiche Konzerte sowie weitere Veranstaltungen statt. Im August 2008 wurde der Nominierungsparteitag (Democratic National Convention) der Demokratischen Partei der USA in dieser Halle abgehalten.
Im Oktober 2020 wurde die Ball Corporation, nach 21 Jahren PepsiCo, der neue Namenssponsor der Halle.

## Galerie

Das Logo des Pepsi Center von 1999 bis 2009
Das Logo des Pepsi Center von 2009 bis 2020
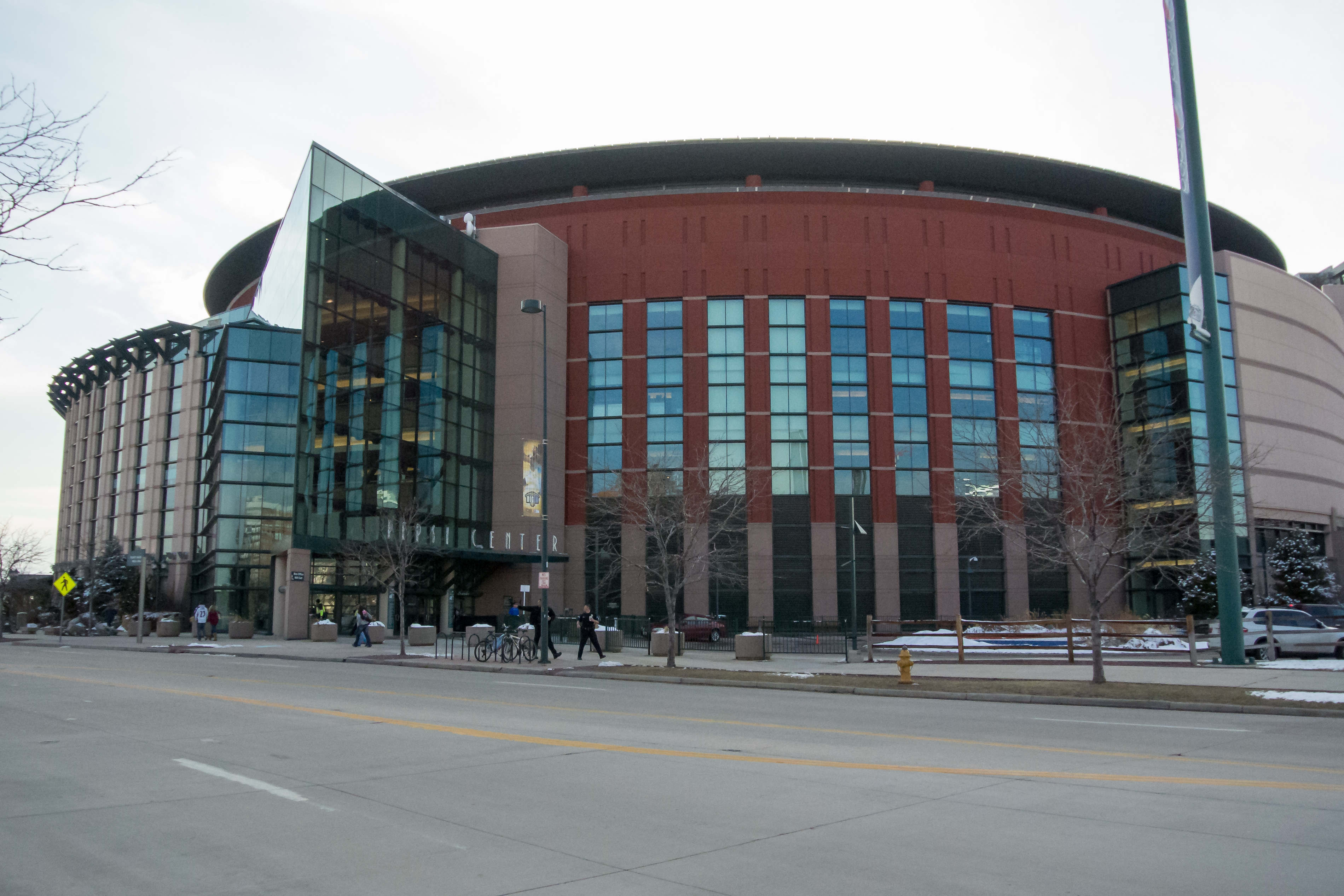
Das Pepsi Center in Denver (2013)
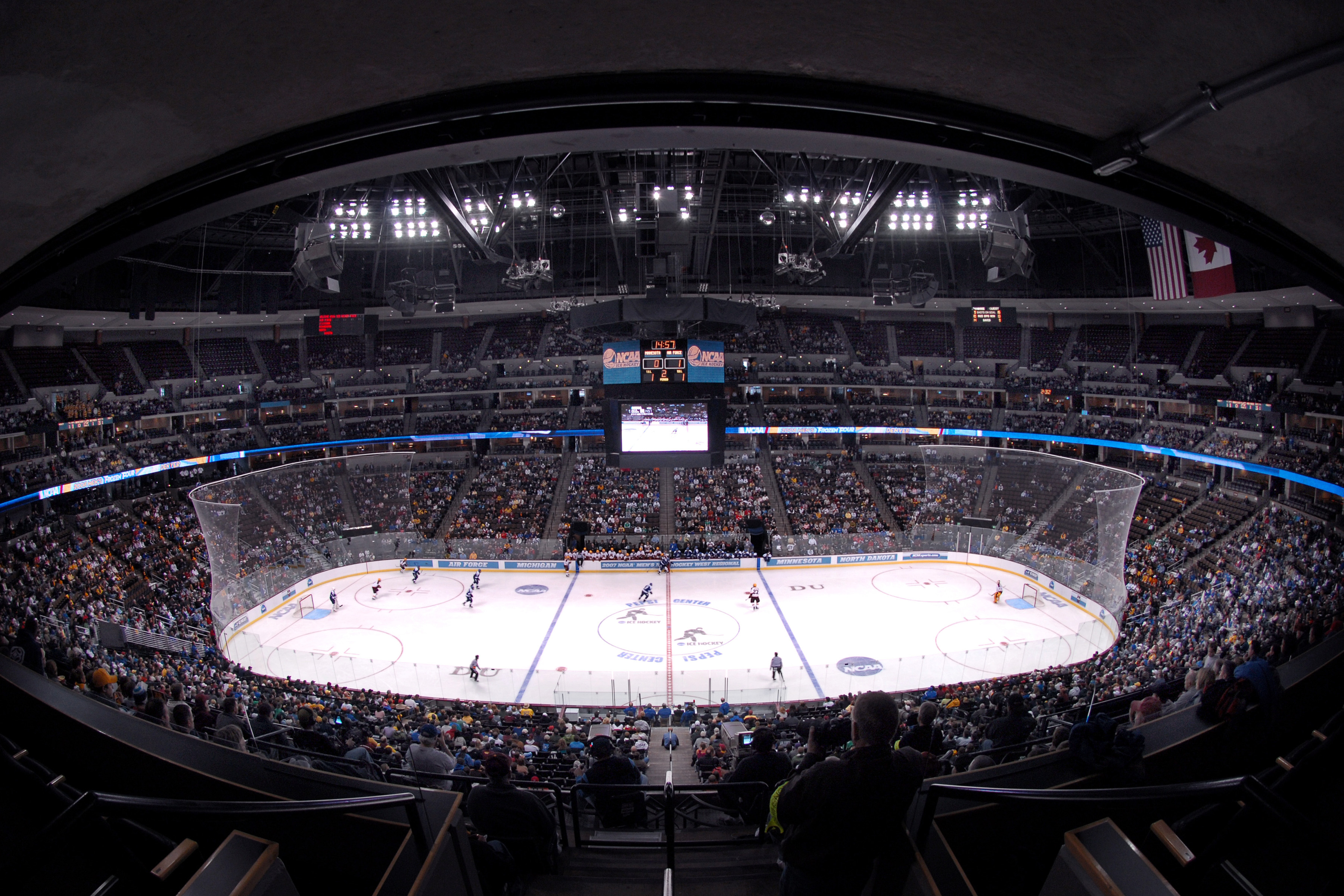
Innenraum bei einem Eishockeyspiel
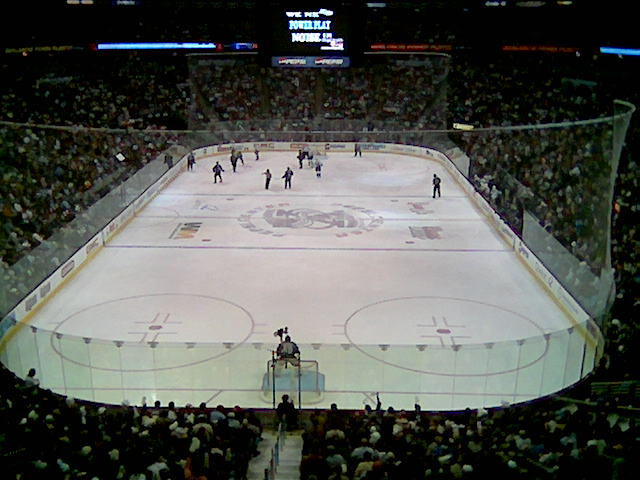
Eishockeyspielfeld
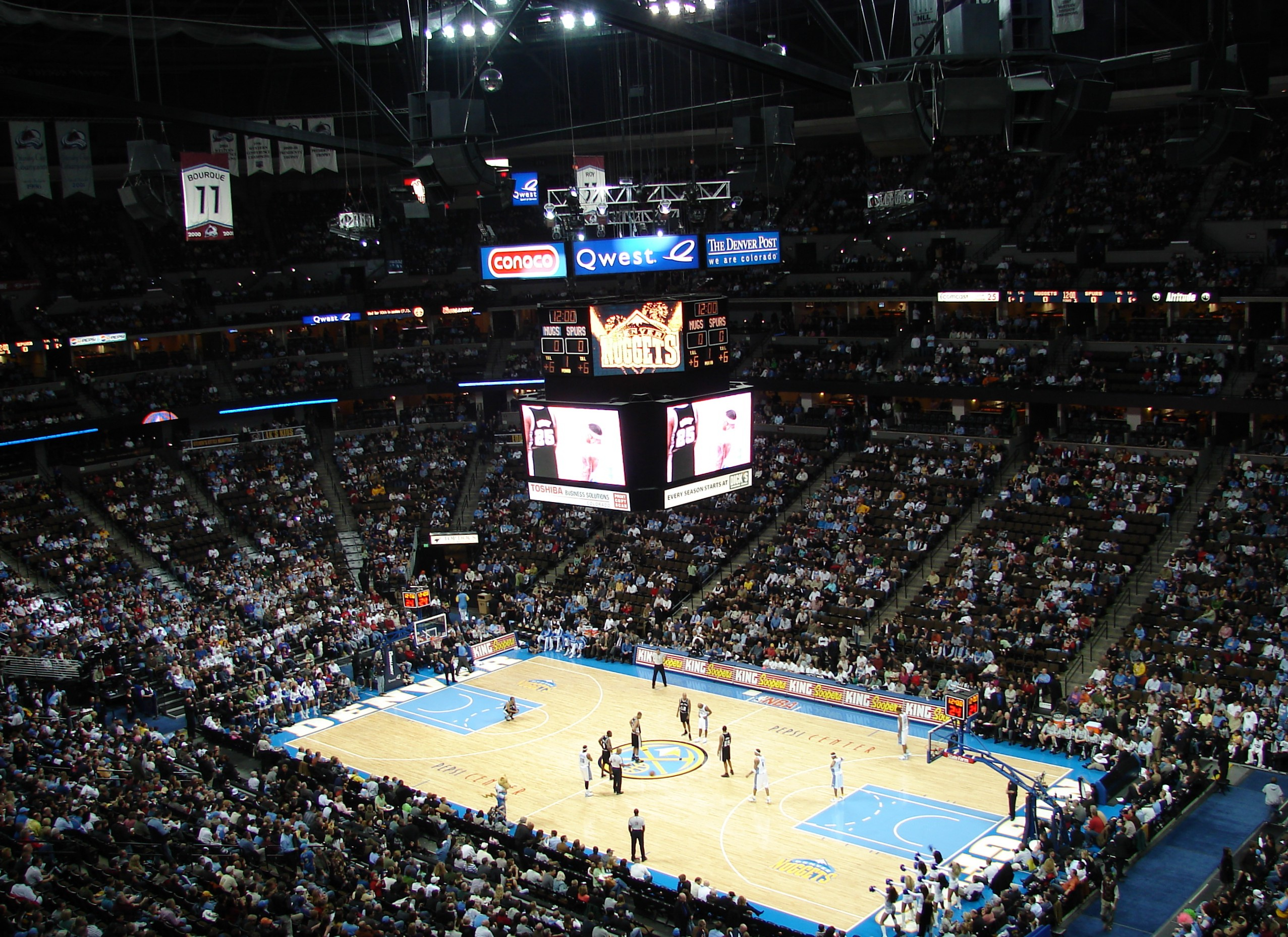
Innenansicht während eines Spiels der Denver Nuggets (2008)
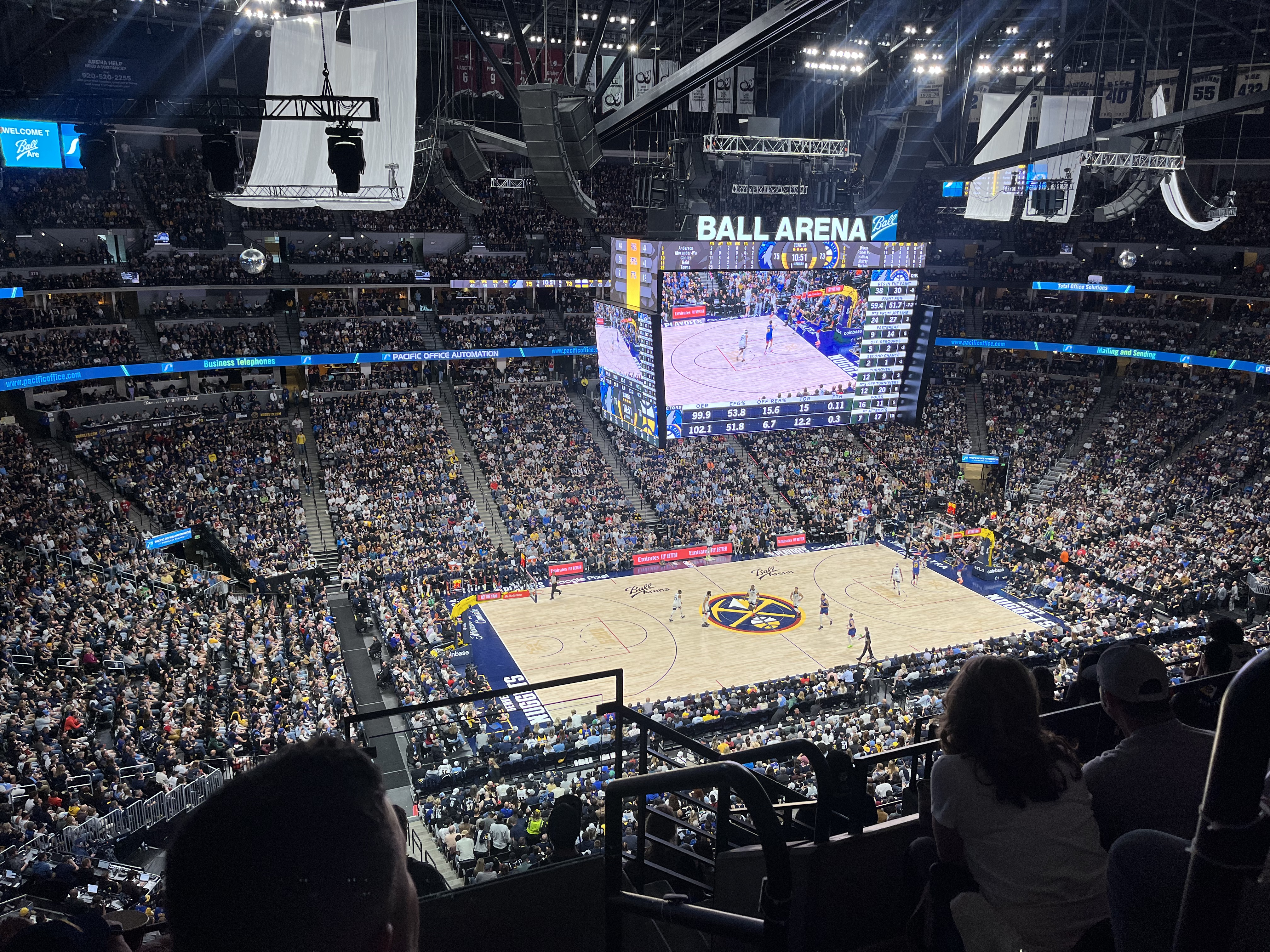
Innenansicht der Ball Arena mit dem 2013 installierten Videowürfel (2024)